# Pseudoclerada
Pseudoclerada is een geslacht van wantsen uit de familie van de Miridae (Blindwantsen). Het geslacht werd voor het eerst wetenschappelijk beschreven door George Willis Kirkaldy in 1902.

## Soorten
Het genus bevat de volgende soorten:

- Pseudoclerada kilaueae Kirkaldy, 1908
- Pseudoclerada morai Kirkaldy, 1902